# Faverges
Faverges è un comune francese soppresso e frazione del dipartimento dell'Alta Savoia della regione dell'Alvernia-Rodano-Alpi. Dal 1º gennaio 2016 si è fuso con il comune di Seythenex per formare il nuovo comune di Faverges-Seythenex.

## Società

### Evoluzione demografica
Abitanti censiti